# Canthidium convexifrons
Canthidium convexifrons är en skalbaggsart som beskrevs av Vladimir Balthasar 1939. Canthidium convexifrons ingår i släktet Canthidium och familjen bladhorningar. Inga underarter finns listade.